# Avenue Ibrahim-Ali
L'avenue Ibrahim-Ali est une voie marseillaise située essentiellement dans le 15e arrondissement de Marseille. 

## Situation et accès
Elle va du boulevard du Capitaine-Gèze à la place du Roi-René.
Elle commence au rond-point à l'intersection du boulevard Capitaine-Gèze et de l'avenue du Cap-Pinède, près de la station de métro Gèze. Cette voie de 2 799 mètres de long traverse du sud au nord les quartiers des Arnavaux, de la Cabucelle, de la Delorme, de Saint-Louis et des Aygalades et se termine sur la place du Roi-René à l'intersection avec le boulevard de la Padouane et la rue René-d'Anjou.
Elle est desservie par la ligne de bus 30 de la RTM.

## Origine du nom
La voie honore le nom à Ibrahim Ali (1977-1995), un adolescent français de 17 ans d'origine comorienne, tué par un afficheur du Front national sur cette avenue le 21 février 1995. 

## Historique
L'ancien « chemin des Aygalades » du terroir nord de Marseille devient « avenue des Aygalades » par délibération du conseil municipal de Marseille le 6 novembre 1967.
Il prend le nom d'« avenue Ibrahim-Ali » par décision du conseil municipal en février 2021,,,,. Une plaque apposée sur le lieu du meurtre au carrefour des « Quatre Chemins des Aygalades » est dévoilée le 21 février 2021,,.

## Bâtiments remarquables et lieux de mémoire
- Au numéro 87 se trouve le siège social du Groupe SNEF.
- Au numéro 225 se trouve la cité des arts de la rue, lieu de création et d’expérimentation consacré aux arts de la rue en espace public[10].